# Tiszasas
Tiszasas è un comune dell'Ungheria di 1.023 abitanti (dati 2015). È situato nella contea di Jász-Nagykun-Szolnok, copre un'area di 28.79 km².